# Miltochrista complicata
Miltochrista complicata là một loài bướm đêm thuộc phân họ Arctiinae, họ Erebidae.